# Pau Cubarsí
Pau Cubarsí Paredes (sinh ngày 22 tháng 1 năm 2007) là một cầu thủ bóng đá chuyên nghiệp người Tây Ban Nha hiện đang thi đấu ở vị trí trung vệ cho câu lạc bộ La Liga Barcelona và đội tuyển bóng đá quốc gia Tây Ban Nha. 

## Sự nghiệp câu lạc bộ
Sinh ra ở Bescanó, Girona, Cubarsí bắt đầu sự nghiệp của mình với Girona, trước khi chuyển đến Barcelona vào năm 2018. Sau khi tiến bộ qua học viện, anh trở thành cầu thủ Barcelona trẻ thứ ba ra mắt tại UEFA Youth League, sau Lamine Yamal và Ilaix Moriba, khi anh bắt đầu trong trận hòa chung cuộc 1-1 với câu lạc bộ của Séc Viktoria Plzeň .
Vào tháng 4 năm 2023, anh được huấn luyện viên Xavi triệu tập gọi lên tập với toàn đội lần đầu tiên. Anh ký hợp đồng chuyên nghiệp đầu tiên với câu lạc bộ ba tháng sau đó, vào ngày 8 tháng 7 năm 2024. Cubarsí được đưa vào đội hình trước mùa giải của Barcelona trước mùa giải 2023–24.
Vào ngày 18 tháng 1 năm 2024, Cubarsí đã có trận ra mắt chuyên nghiệp trong màu áo Barcelona trước Unionistas de Salamanca tại Copa del Rey, được thay vào phút thứ 46. Ngày 21 tháng 1 năm 2024, Cubarsí có lần đầu tiên xuất phát chính trong đội hình ra sân trước Real Betis tại La Liga, một ngày trước sinh nhật lần thứ 17 của anh.
Vào ngày 12 tháng 3 năm 2024, Cubarsí được vinh danh là Cầu thủ xuất sắc nhất trận đấu trong trận ra mắt UEFA Champions League trong chiến thắng 3–1 trước Napoli ở vòng 16 đội lượt về, trở thành cầu thủ trẻ nhất ra mắt ở tuổi 17 và 50 ngày trong giai đoạn loại trực tiếp của giải đấu, phá vỡ kỷ lục trước đó của cựu hậu vệ Bayern Munich David Alaba vào lúc 17 tuổi và 258 ngày.
Vào ngày 10 tháng 4 năm 2024, Cubarsí đã trở thành hậu vệ trẻ nhất ra sân ở tứ kết Champions League League khi chỉ mới 17 tuổi và 79 ngày, phá vỡ kỷ lục trước đó do Georgi Georgi Shchennikov của CSKA Moscow nắm giữ.
Vào ngày 9 tháng 5 năm 2024, Barcelona thông báo rằng họ đã đạt được thỏa thuận với Cubarsí để gia hạn hợp đồng đến ngày 30 tháng 6 năm 2027.